# Kirche der Provinzial-Irrenanstalt Halle-Nietleben

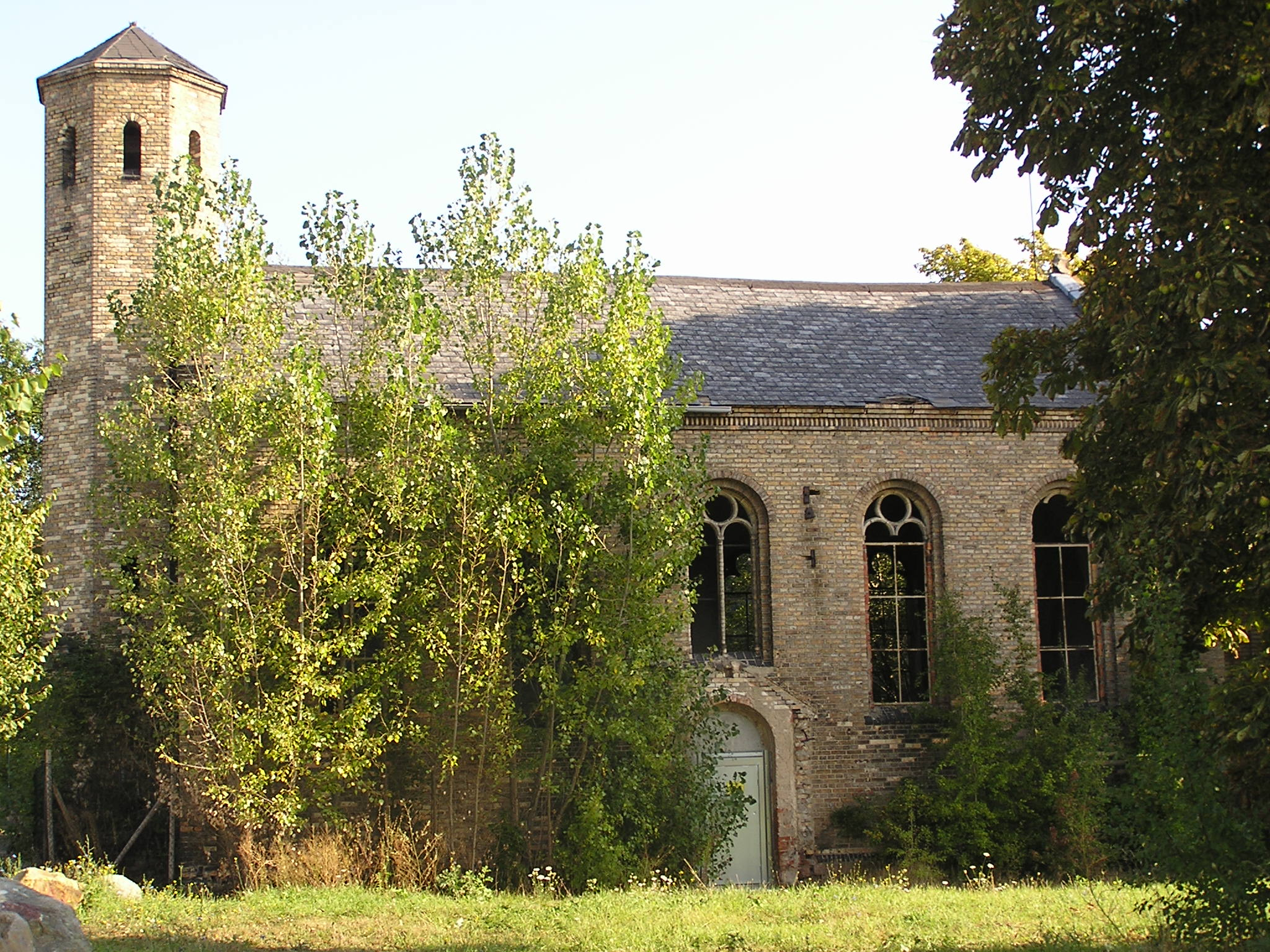
Anstaltskirche

Die Kirche der Provinzial-Irrenanstalt Halle-Nietleben wurde als Bestandteil der 1844 bis 1857 im westlichen Stadtteil Heide-Süd von Halle (Saale) errichteten ehemaligen Königlich-Preußischen und späteren Provinzial-Irrenanstalt Halle-Nietleben gebaut. Diese war eine der ersten modernen psychiatrischen Anstalten Deutschlands.
Die Kirche selbst wurde 1864 wurde von Friedrich August Ritter errichtet und erinnert sehr stark an Kirchenbauten von Karl Friedrich Schinkel.
Ursprünglich besaß die Kirche einen höheren Kirchturm mit Klangarkaden und Spitzhelm. Dieser wurde aber aufgrund des Baus des Fliegerhorsts der Heeres- und Luftwaffennachrichtenschule nach 1935 abgerissen.
Die heute ungenutzte und ruinierte Kirche besitzt Fenster im sogenannten Rundbogenstil und einen achteckigen, relativ niedrigen Turm. Zur weiteren Verwendung der Kirche existieren noch keine Konzepte.
2014 erfolgte eine Notsicherung.

## Ausstattung
Die Kirche besaß eine rund 366 Pfund schwere Glocke mit der Aufschrift „Ehre sei Gott in der Höhe“. Eine erste Orgel stammte aus der Orgelwerkstatt Wäldner. Später folgte eine Rühlmann-Orgel.

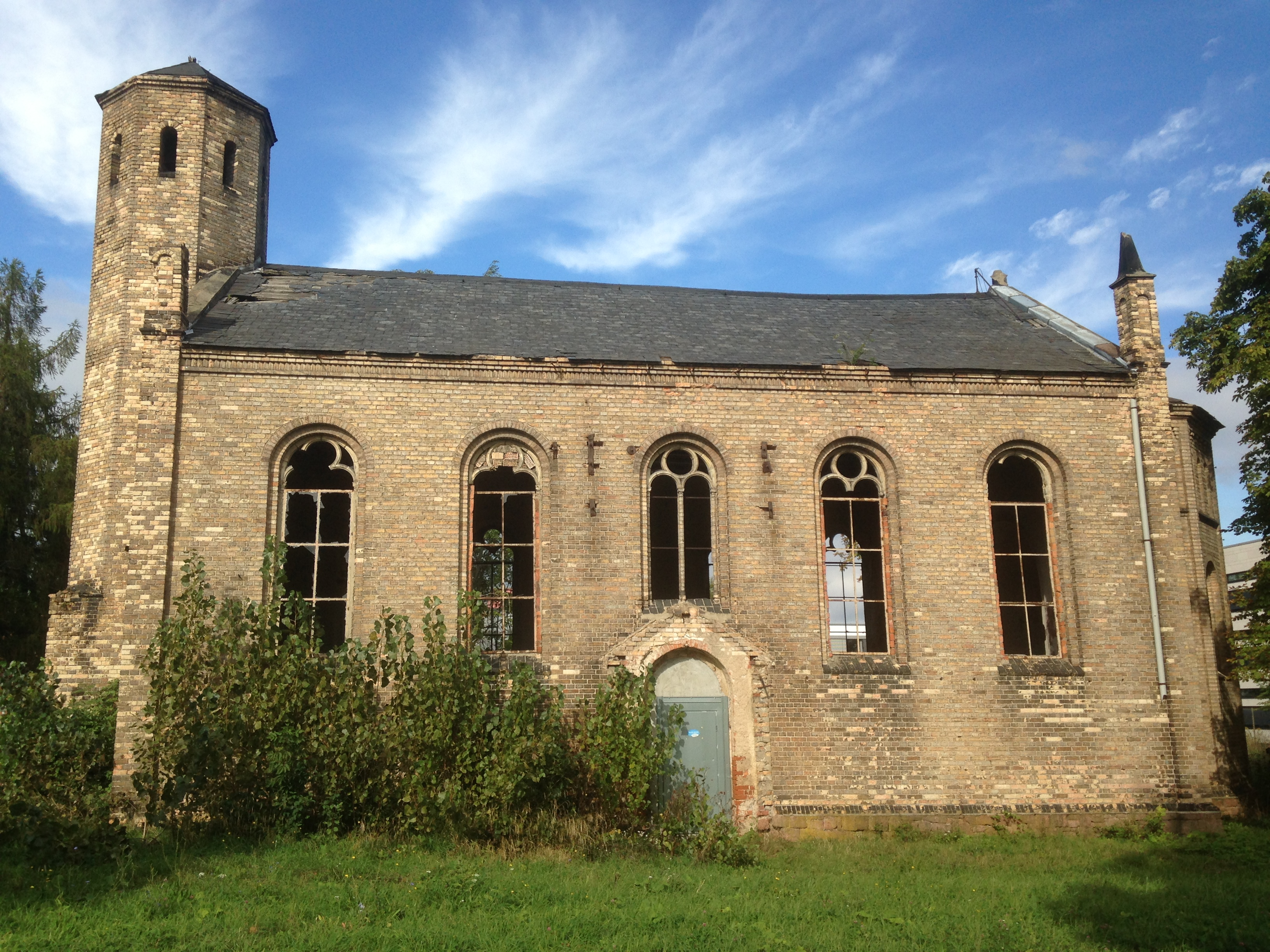
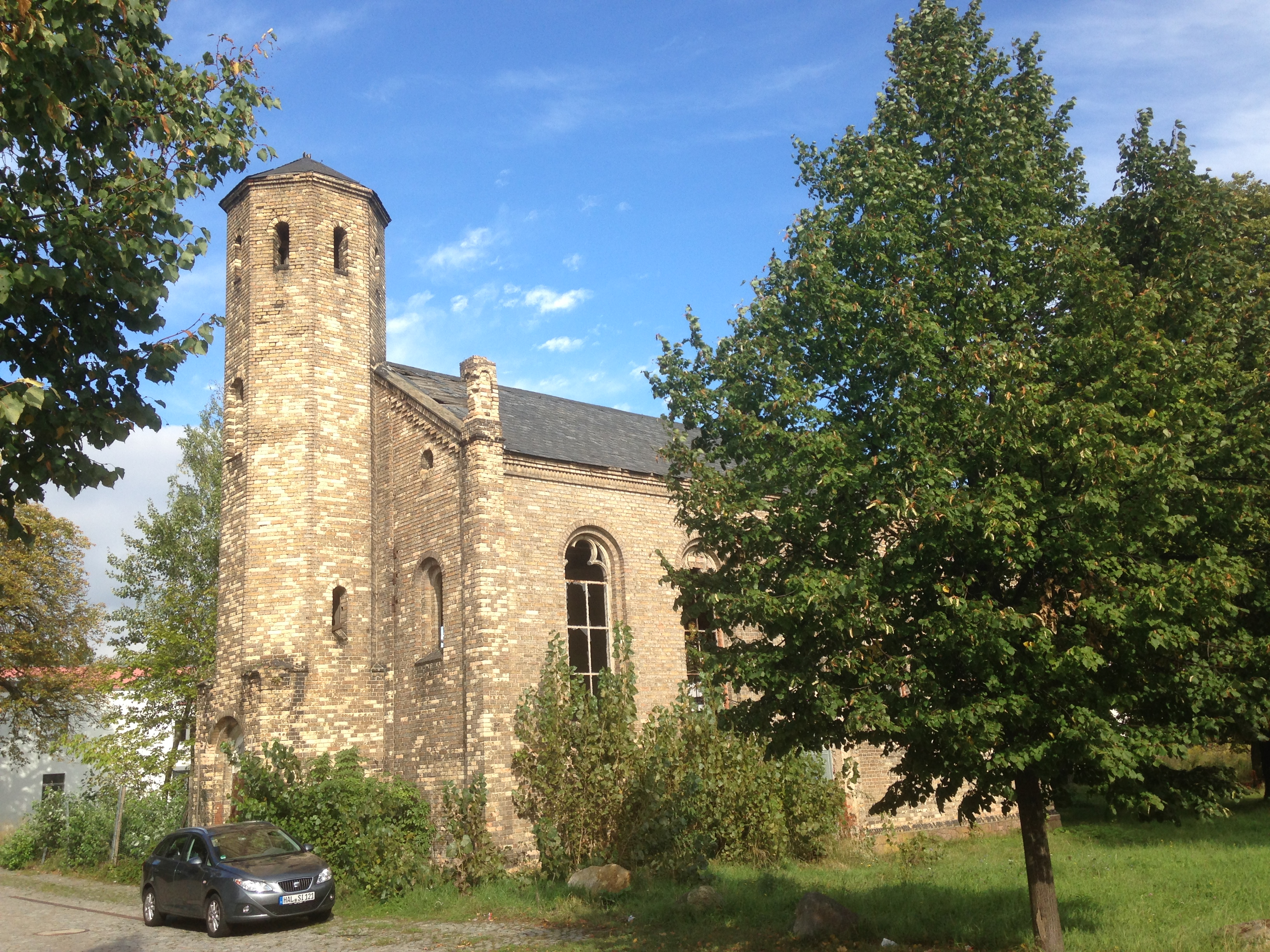